# Cerodontha magnificans
Cerodontha magnificans este o specie de muște din genul Cerodontha, familia Agromyzidae, descrisă de Spencer în anul 1959. Conform Catalogue of Life specia Cerodontha magnificans nu are subspecii cunoscute.